# خالد منصور
خالد منصور هو ممثل ومؤدي صوتي ومقدم برامج مصري اشتهر من خلال مشاركته في عدد من البرامج الكوميدية الساخرة مثل برنامج البرنامج وبرنامج ساترداي نايت لايف بالعربي كما شارك في العديد من الأعمال السينمائية والتليفزيونية وهو شقيق الإعلامي وائل منصور.
- مسيرته الفنية

عمل خالد منصور في بداياته كمؤدي صوتي في الإعلانات التجارية ثُم اتجه للتمثيل فشارك في عدد من الأفلام السينمائية والأعمال التليفزيونية مثل فيلم «إكس لارج» الذي عُرض في عام 2011 من بطولة أحمد حلمي والجزء الثالث من مسلسل الكبير أوي الذي عُرض في عام 2013 من بطولة أحمد مكي، وفي عام 2012 شارك في البرنامج الساخر «البرنامج» الذي كان يقدمه الطبيب والإعلامي باسم يوسف، ثُم بعد توقّف البرنامج قدّم برنامجًا للمقالب بعنوان «التجربة الخفية» ثُم شارك في البرنامج الكوميدي الشهير «ساترداي نايت لايف بالعربي»، ثُم قدم برامج برنامجًا ساخرًا بعنوان «كاتشاب»، ثُم شارك بالتعليق الصوتي في برنامج «يلا نتعشى» الذي عرضته قناة أو إس إن في عام 2020. حضر خالد منصور حفل توزيع جوائز الأوسكار الثامن والثمانين وأجرى حوارات متلفزة مع عدد من الممثلين العالميين، وفي عام 2021 شارك مع شادي ألفونس في بطولة المسلسل الكوميدي «الوضع المستقر» الذي عُرض على منصّة شاهد الرقمية التابعة لشبكة قنوات إم بي سي.

## أعماله
| اسم العمل                                 | سنة العرض | نوع العمل       | الدور                   |
| ----------------------------------------- | --------- | --------------- | ----------------------- |
| البحث عن منفز خروج السيد رامبو            | 2025      | فيلم            |                         |
| دراكو رع                                  | 2024      | فيلم            | احمد                    |
| عودة الأب الضال                           | 2022      | مسلسل           | سيد                     |
| الشبفرة (غرفة الهروب)                     | 2021      | برنامج          |                         |
| الوضع مستقر (الموسم الأول)                | 2021      | مسلسل           | كامل                    |
| العمارة                                   | 2020      | مسلسل           |                         |
| حكايات بنات (الجزء الخامس)                | 2020      | مسلسل           | عمرو                    |
| حكايات بنات (الجزء الرابع)                | 2020      | مسلسل           | عمرو                    |
| واكلينها والعة - سبع صنايع (الجزء الثاني) | 2020      | مسلسل           | بحر                     |
| رامي                                      | 2019      | مسلسل           |                         |
| سواح                                      | 2019      | فيلم            |                         |
| الأبلة طم طم                              | 2018      | فيلم            | عصام سائق سيارة الاسعاف |
| ساترداي نايت لايف بالعربي                 | 2016      | برنامج          |                         |
| التجربة الخفية                            | 2015      | برنامج          | مقدم البرنامج           |
| الكبير أوي (الجزء الثالث)                 | 2013      | مسلسل           | شخصيته الحقيقية         |
| إكس لارج                                  | 2011      | فيلم            | سوستا جار مجدي          |
| البرنامج                                  | 2011      | برنامج          |                         |
| الغريب والمجهول                           |           | سهرة تليفزيونية |                         |

## روابط خارجية
- صفحة الممثل على موقع قاعدة بيانات الأفلام العربية